# Ni hao kai lan
Ni Hao Kai Lan is een van oorsprong Amerikaanse kinderserie, die vanaf 7 februari 2008 is te zien op Nick Junior. De serie is te vergelijken met Dora the Explorer, alleen leren de kinderen door naar deze serie te kijken niet hun eerste woordjes Engels, maar hun eerste woordjes Mandarijn. De Nederlandse, en deels Chinese/Mandarijn nasynchronisatie is gemaakt door Creative Sounds BV.

## Karakters
Kai-lan ChowKai-lan is een jong meisje, dat naast Nederlands ook Mandarijn spreekt. Ze leert de kijkers dit ook door in haar avonturen te zingen en dansen met haar dierenvriendjes.
Ye YeYe Ye is de opa van Kai-lan. Hij is de enige volwassene in de serie en laat veel zien van de Chinese cultuur.
RintooRintoo is een sportieve, jonge tijger. Hij is de beste vriend van Kai-lan.
ToleeTolee is een vijf jaar oude koala. Hij is een van de vrienden van Kai-lan. Eigenlijk wil Tolee heel graag een panda zijn.
HohoHoho is een aapje van drie jaar oud. Hij is het jongste vriendje van Kai-lan.
LuluLulu is een roze neushoorn, die een rode ballon om haar neus heeft. Hierdoor kan ze vliegen en makkelijk op hoge plaatsen komen. Als Kai-lan Lulu's hulp nodig heeft zingt ze een liedje, waardoor Lulu komt. Lulu komt niet zo vaak voor als de andere vriendjes van Kai-lan.

### Andere karakters
- Howard, een uil.
- De koks Mr. Fluffy en Mei Mei, een muis en een ijsbeer.
- San San, de leider van een mierenkolonie.
- Stompy, een olifant.
- Gu Nai Nai, de zus van Ye Ye. Gu Nai Nai woont in China.

## Vertaling
- voor nasynchronisatie: Cynthia de Graaff

## Nederlandse stemmen
- Kai Lan: Kira van Horsen
- Ye Ye: Filip Bolluyt
- Rintoo: Menno Ulenberg
- Hoho: Lydia Verhoef
- Tolee: Christian Hakkaart